# Erioptera (Erioptera) murudensis
Erioptera (Erioptera) murudensis is een tweevleugelige uit de familie steltmuggen (Limoniidae). De soort komt voor in het Oriëntaals gebied.